# Prunelli-di-Casacconi
Prunelli-di-Casacconi (kors. I Prunelli di Casàccuni) – miejscowość i gmina we Francji, w regionie Korsyka, w departamencie Górna Korsyka.
Według danych na rok 1990 gminę zamieszkiwało 146 osób, a gęstość zaludnienia wynosiła 24 osoby/km².